# Учитель музыки (фильм, 1983)
«Учитель музыки» (азерб. Musiqi Müəllimi) — азербайджанский советский музыкальный фильм 1983 года.

## Сюжет
Картина повествует о молодом учителе музыки, который прибыл в отдалённую горную деревню. Он начинает преподавать в местной школе уроки музыки, где знакомит детей с музыкальным миром и заставляет поверить, что у каждого человека есть своя музыка, отражающая индивидуальный характер жизни каждого человека.

## В ролях
- Сархан Сархан — учитель музыки
- Эмиль Пашаев — Эмиль
- Гамида Омарова — Шафига
- Амина Юсиф кызы
- Сиявуш Аслан — директор школы Валех Мамедович
- Яшар Нури — Башир
- Софа Басирзаде — учитель химии
- Садых Гусейнов — дедушка
- Рафаэль Дадашев
- Азизага Касимов — учитель географии
- Алиага Агаев
- Агасадых Герайбейли
- Афрасияб Мамедов — учитель физкультуры
- Амалия Панахова — учитель математики
- Джамиля Мурадасилова — Севиль
- Ульви Гасымов — Теймур

- Самира Керимова — Зулейха
- Гасан Мамедов — секретарь райкома партии
- Ильхам Намик Камал — секретарь райкома комсомола
- Камиль Магеррамов — Али